# Houston Rockets 1982-1983
La stagione 1982-83 degli Houston Rockets fu la 16ª nella NBA per la franchigia.
Gli Houston Rockets arrivarono sesti nella Midwest Division della Western Conference con un record di 14-68, non qualificandosi per i play-off.

## Roster
| N° | Naz.                   | Ruolo | Sportivo       | Anno | Alt. | Peso |
| -- | ---------------------- | ----- | -------------- | ---- | ---- | ---- |
| 00 | Stati Uniti (bandiera) | A     | Calvin Garrett | 1956 | 201  | 86   |
| 2  | Stati Uniti (bandiera) | AC    | James Bailey   | 1957 | 206  | 100  |
| 5  | Stati Uniti (bandiera) | AC    | Billy Paultz   | 1948 | 211  | 107  |
| 6  | Stati Uniti (bandiera) | G     | Tom Henderson  | 1952 | 191  | 86   |
| 11 | Stati Uniti (bandiera) | A     | Major Jones    | 1953 | 206  | 102  |
| 13 | Stati Uniti (bandiera) | G     | Jeff Taylor    | 1960 | 193  | 79   |
| 20 | Stati Uniti (bandiera) | GA    | Terry Teagle   | 1960 | 196  | 88   |
| 22 | Stati Uniti (bandiera) | AC    | Joe Bryant     | 1954 | 206  | 84   |
| 23 | Stati Uniti (bandiera) | G     | Calvin Murphy  | 1948 | 175  | 75   |
| 27 | Stati Uniti (bandiera) | AC    | Caldwell Jones | 1950 | 211  | 98   |
| 30 | Stati Uniti (bandiera) | G     | Allen Leavell  | 1957 | 185  | 77   |
| 42 | Stati Uniti (bandiera) | A     | Wally Walker   | 1954 | 201  | 86   |
| 44 | Stati Uniti (bandiera) | AC    | Elvin Hayes    | 1945 | 206  | 107  |
| 52 | Stati Uniti (bandiera) | C     | Chuck Nevitt   | 1959 | 226  | 98   |

## Staff tecnico
- Allenatore: Del Harris
- Vice-allenatore: Carroll Dawson